# Лютий 2018
Лютий 2018 — другий місяць 2018 року, що розпочався в четвер 1 лютого та закінчився в середу 28 лютого.

## Події
- 1 лютого
  - Українсько-польські відносини: Сенат Польщі прийняв закон про заборону «бандерівської ідеології»[1].
- 3 лютого
  - 8-ма церемонія вручення Премії «Магрітт». Найкращим фільмом визнано картину Стефана Стрекера «Весілля»[2].
- 4 лютого
  - Президент Кіпру Нікос Анастасіадіс переобраний на другий строк[3].
  - У результаті зіткнення поїздів у Південній Кароліні (США) двоє людей загинуло та 116 отримали поранення[4].
  - На Чемпіонаті африканських націй серед футбольних збірних перемогу вперше здобула команда Марокко[5].
- 5 лютого
  - На Мальдівах президент країни Абдулла Ямін оголосив надзвичайний стан на тлі протистояння з опозицією[6].
  - Президент Азербайджану Ільхам Алієв оголосив про проведення дострокових президентських виборів 11 квітня, за півроку до запланованих[7].
  - 23-тя церемонія нагородження премії «Люм'єр». Найкращим фільмом названо картину режисера Робена Кампійо «120 ударів на хвилину»[8].
- 6 лютого
  - Компанія SpaceX здійснила перший запуск надважкої ракети Falcon Heavy на геліоцентричну орбіту[9].
  - Президент Польщі підписав закон, який передбачає кримінальну відповідальність за заперечення «злочинів українських націоналістів», звинувачення польської нації у злочинах нацистів, вживання словосполучення «польські табори смерті»[10].
  - У результаті землетрусу[en] на Тайвані загинуло 12 людей, ще 277 отримали ушкодження[11].
- 7 лютого
  - Громадянська війна в Сирії: міжнародна коаліція на чолі США в Сирії завдала авіаудару, внаслідок якого загинули понад 100 бійців проурядових сил, серед яких були російські найманці. Це перша акція США проти сирійських військ з 17 червня 2017[12].
  - Американський мільярдер-лікар Патрік Сун-Шонг купив у компанії Tronc, Inc. видання Лос-Анджелес Таймс і The San Diego Union-Tribune за 500 млн доларів[13].
- 8 лютого
  - Палата представників Конгресу США схвалила законопроєкт про підтримку кібербезпеки України[14].
- 9 лютого
  - Офіційне відкриття двадцять третіх Зимових Олімпійських ігор у південнокорейському Пхьончхані[15].
- 10 лютого
  - Помер Мирослав Попович, український філософ і науковець[16].
  - Ізраїльська авіація завдала удару по «іранським цілям» у Сирії, у відповідь по літаках був відкритий вогонь з систем ППО та один винищувач F-16 розбився[17].
  - Збірна Португалії вперше виграла Чемпіонат Європи з футзалу[18].
- 11 лютого
  - У Подмосков'ї сталася катастрофа пасажирського літака Ан-148 з 71 пасажиром на борту[19].
- 12 лютого
  - У Молдові набув чинності закон, що забороняє телеканалам показувати російські новини та інформаційно-аналітичні програми[20].
  - Влада України примусово повернула Міхеіла Саакашвілі в Польщу за процедурою реадмісії[21].
- 14 лютого
  - Президент ПАР Джейкоб Зума подав у відставку через звинувачення у корупції[22].
  - У результаті стрілянини[en] у середній школі в Паркленді, штат Флорида, загинули 17 людей, ще 15 поранені[23].
- 15 лютого
  - Часткове сонячне затемнення[en], яке можна було спостерігати в Антарктиді і південній половині Південної Америки[24].
- 16 лютого
  - Розпочала роботу триденна Мюнхенська конференція з безпеки. Головними темами є обговорення світовими лідерами конфліктів в Україні та Сирії, а також ядерні амбіції Північної Кореї[25].
  - Землетрус у Мексиці[en] магнітудою 7,2 бала. Загинуло 14 людей, близько 1 млн будинків залишились без електроенергії[26].
- 17 лютого
  - Уродженець Харкова та дійсний член-кореспондент НАН України  Володимир Дрінфельд, спільно з Олександром Бейлінсоном, був нагороджений  премією Вольфа у галузі математики за 2018 рік за серію інноваційних робіт із алгебраїчної геометрії, теорії зображень і математичної фізики[27].
- 18 лютого
  - Олександр Абраменко здобув золоту медаль для України на Олімпійських іграх у Пхьончхані у змаганнях із фристайлу[28].
  - Катастрофа літака ATR 72-200 в Ірані. 60 пасажирів та 6 членів екіпажу загинули[29].
  - 71-ша церемонія вручення нагород Британською академією телебачення та кіномистецтва. Найкращий фільм — «Три білборди за межами Еббінга, Міссурі», найкращий режисер — Гільєрмо дель Торо[30].
- 20 лютого
  - У Кривому Розі зафіксували землетрус магнітудою 3,2 бала[31].
  - Венесуела випустила власну криптовалюту Petro, собівартість якої забезпечена запасами природних ресурсів країни, а ціна прив'язана до бареля нафти[32].
- 21 лютого
  - Станіслава Шевчука обрано головою Конституційного Суду України[33].
- 22 лютого
  - Запуск ракети Falcon 9 із двома першими телекомунікаційними супутниками Starlink SpaceX для доступу до високошвидкісного інтернету[34].
- 23 лютого
  - «Укрзалізниця» та американська корпорація General Electric підписали семирічний контракт на мільярд доларів на поставку локомотивів та тепловозів[35].
- 24 лютого
  - Еліна Світоліна перемогла у фіналі росіянку Дарію Касаткіну та стала чемпіонкою Dubai Tennis Championships 2018[36].
  - Дарина Білодід, здолавши угорку Еву Черновіцкі, перемогла на турнірі із дзюдо у Дюссельдорфі[37].
  - Переможцем українського відбору пісенного конкурсу Євробачення став MELOVIN, який виступить на 63-му пісенному конкурсі «Євробачення»-2018 в Португалії з піснею Under The Ladder[38].
  - Рада Безпеки ООН одностайно ухвалила резолюцію з вимогою 30-денного перемир'я у Сирії на тлі загибелі від авіаударів та обстрілів за останній тиждень понад 500 цивільних[39].
- 25 лютого
  - Норвегія очолила неофіційний медальний залік на зимових Олімпійських іграх 2018, Німеччина — друга, третє місце — у Канади[40].
  - На 68-му щорічному Берлінському міжнародному кінофестивалі головну нагороду отримав фільм румунської режисерки Адіни Пінтіліє «Не торкайся»[41].
  - Землетрус у Папуа-Новій Гвінеї магнітудою 7,5 балів. Загинула 31 людина, ще понад 300 отримали поранення[42].
- 26 лютого
  - Церемонія нагородження переможців сьомої щорічної української музичної премії YUNA 2018[43].
- 28 лютого
  - Повернення на Землю корабля Союз МС-06 із трьома членами експедицій 53 і 54 на Міжнародній космічній станції[44].
  - Конституційний Суд України визнав Закон України «Про засади державної мовної політики» неконституційним, через що він втратив чинність[45].
  - Стокгольмський арбітраж задовольнив вимоги Нафтогазу щодо компенсації за недопоставлені Газпромом обсяги газу для транзиту. За рішенням Стокгольмського арбітражу, Нафтогаз домігся компенсації у сумі 4,63 млрд доларів за недопоставку Газпромом погоджених обсягів газу для транзиту. За результатами двох арбітражних проваджень у Стокгольмі Газпром має сплатити 2,56 млрд доларів на користь Нафтогазу[46].